# Diskussion
Diskussion  är ett samtal eller överläggning mellan människor kring ett ämne eller frågeställning. 
Ordet kommer från det latinska verbet discutare, där förleden är dis- (isär) och efterleden är quatere (skaka). Det har med tiden fått betydelsen 'undersöka, pröva'. 
En diskussion är ett framhållande av för- och motargument eller framställande av olika sidor hos något genom till exempel tal eller skrift. En diskussion kan vara en monolog eller dialog.
En specifik typ av diskussion är debatt varvid två eller fler parter argumenterar och tar ställning mot varandra.